# Blaxploitation
Blaxploitation ist ein US-amerikanisches Filmgenre, das seine Blütezeit in den 1970er-Jahren hatte. Der Name ist ein Kofferwort aus black, dem englischen Wort für schwarz, und Exploitation, der englischen Bezeichnung für Ausbeutung. Blaxploitationfilme sind meist Billigproduktionen. Vereinfachend könnten sie als Exploitationfilme bezeichnet werden, die vorwiegend für ein afroamerikanisches Publikum gedreht wurden.

## Geschichte
Ende der 1960er-Jahre entstanden viele Filme als Reaktion auf das durch die Bürgerrechtsbewegung entstandene neue Selbstbewusstsein der afro-amerikanischen Bevölkerung, die sich auch im Kino wiedererkennen wollte. Die Filmindustrie begann, sich auf dieses vernachlässigte Marktsegment zu konzentrieren und setzte auf „schwarze“ Themen, um den Markt der schwarzen Kinobesucher zu erschließen. Beteiligt waren dabei auch viele Exploitationfilmer, die die Realität in den Ghettos der Schwarzen und emanzipatorische Themen als Aufhänger benutzten, um Low-Budget-Gangsterfilme mit klaren Darstellungen von Sex und Gewalt zu drehen. Die Filme wurden wegen ihres Inhalts anfangs nur in sogenannten Grindhouses gezeigt.
Blaxploitation wurde vorwiegend von schwarzen Schauspielern und Regisseuren geprägt, darunter zum Beispiel Regisseur Melvin Van Peebles und die Schauspielerinnen Pam Grier (Coffy – die Raubkatze, Foxy Brown) und Tamara Dobson (Ein Fall für Cleopatra Jones; Cleopatra Jones gegen die Drachenlady). Einer der erfolgreichsten und stilprägendsten Filme dieser Ära ist Shaft, basierend auf den Romanen von Ernest Tidyman mit Richard Roundtree.
Die Blaxploitation-Filme handeln gewöhnlich von groben, potenten Helden, Kriminalität, Zuhälterei (siehe auch Pimp), Drogen und einem mafiös dominierten Milieu. Diese Gangster- und Kriminalfilme spielten in den Wohnvierteln der Schwarzen. Die Filme sind auch für ihre Soundtracks bekannt, die oft von schwarzen Stars wie Isaac Hayes (Shaft, Truck Turner, Tough Guys), Curtis Mayfield (Superfly), James Brown (Black Caesar), Don Julian (Savage!), Willie Hutch (The Mack, Foxy Brown) oder Marvin Gaye (Trouble Man) beigesteuert wurden.
Nachdem Blaxploitation-Filme beim schwarzen Publikum ein großer Erfolg geworden waren, verfilmte man Stoffe mit klassischen „weißen“ Themen, die auf das schwarze Publikum zugeschnitten wurden. Bestes Beispiel ist die Black-Reihe (z. B. Dr. Black & Mr. Hyde, Blacula und Blackenstein).
Nur wenige Filme hatten hohe Qualität, die meisten Streifen waren Low-Budget-Produktionen, die auf schnellen Markterfolg optimiert waren, um die Blaxploitation-Welle kommerziell abzuschöpfen. Heute hat Blaxploitation Kultcharakter, und die Filme genießen weltweit Anerkennung auch unter Cineasten. In Japan etwa finanzierte Nakata Ryo, Frontmann des Funk-Ensembles Osaka Monaurail, den Vertrieb mehrerer Blaxploitation-Filme, die so neben den erneuten Kinovorstellungen erstmals auch auf Video veröffentlicht wurden. Nakata gab zudem das Buch The Soul Of Black Movies als Huldigung an die Blaxploitation-Ära heraus.
Blaxploitation-Filme hatten auch einen großen Einfluss auf amerikanische Regisseure. Einer der bekanntesten Anhänger ist Quentin Tarantino, der in seinen Filmen unzählige Elemente des Blaxploitation-Genres übernommen hat. In Tarantinos Jackie Brown (1997) spielt mit Pam Grier eine der bekanntesten Vertreterinnen des Genres die weibliche Hauptrolle. Aber auch Kill Bill – Volume 1 (2003), Death Proof – Todsicher (2007), Inglourious Basterds (2009) und Django Unchained (2012) weisen deutliche Elemente der Blaxploitation-Filme auf. Weitere Filme mit Blaxploitation-Einfluss sind z. B. Austin Powers in Goldständer (2002), Superbad (2007) sowie die Genre-Parodien Undercover Brother (2002) und Black Dynamite (2009).
Die Filme der 2000er und 2010er Jahre, Black Dynamite und Dolemite Is My Name, werden als Vertreter des Neo-Blaxploitation angesehen. Mit They Cloned Tyrone und The Outlaw Johnny Black sind für 2023 zwei Filme angekündigt.

## Filme
- Liste von Blaxploitation-Filmen

### Soundtrack-Beispiele
- Isaac Hayes: Theme from Shaft auf YouTube
- Curtis Mayfield: Superfly auf YouTube
- James Brown: The Boss auf YouTube
- Marvin Gaye: “T” Plays It Cool auf YouTube
- Badder Than Evil: Hot Wheels (The Chase) auf YouTube